# 非我莫屬
《非我莫屬》是香港歌手黎明的錄音室專輯，全碟由雷頌德、包小柏、BOZ擔任監製，專輯於1999年9月14日由新力唱片首次發行，這是黎明自1998年3月加盟新力唱片後的首張國語專輯，專輯以CD及VCD形式發行，第二版專輯另加收錄〈非我莫屬〉及〈我不是誰〉音樂短片。

## 製作概念
《非我莫屬》是黎明加盟新力唱片後推出的首張國語專輯，除了沿用以往的合作班底雷頌德之外，亦邀請台灣音樂製作人包小柏加入製作團隊，及邀請英國音樂人Simon Woodgate以英式搖滾曲風創作主打歌〈非我莫屬〉。專輯封面以藍、白為主調色，黎明穿上藍色運動休閒裝拍攝封面照，並按照攝影師的要求做出既高難度又富韻律感的動作，透過藍色的套頭長袖毛衣；藍色的特殊材質寬鬆長褲；介於皮鞋與運動鞋之間的藍色鞋款，展現休閒和未來感，專輯亦收錄了黎明於1999年在香港拿到冠軍的5首歌曲，並附上這5首歌曲的音樂短片。

## 曲目列表
| CD       | CD                     | CD       | CD                    | CD             | CD       | CD                                   | CD    |
| 曲序     | 曲目                   |          | 作曲                  | 编曲           | 製作人   | 备注                                 | 时长  |
| -------- | ---------------------- | -------- | --------------------- | -------------- | -------- | ------------------------------------ | ----- |
| 1.       | 非我莫屬               | 十方     | Simon Woodgate        | Simon Woodgate | 雷頌德   |                                      | 3:16  |
| 2.       | 我不是誰               | 林夕     | Simon Woodgate        | Simon Woodgate | 雷頌德   |                                      | 3:34  |
| 3.       | 客串                   | 林夕     | 雷頌德                | 雷頌德         | 雷頌德   |                                      | 3:37  |
| 4.       | 我把自己交給你         | 十方     | 雷頌德                | 雷頌德         | 雷頌德   | 歌曲〈從今開始〉國語版               | 3:52  |
| 5.       | Sugar In The Marmalade | 周耀輝   | 雷頌德                | 雷頌德         | 雷頌德   | 歌曲〈Sugar In The Marmalade〉國語版 | 3:52  |
| 6.       | 小心陌生人             | 周耀輝   | 雷頌德                | 雷頌德         | 雷頌德   |                                      | 2:51  |
| 7.       | 不怕你不愛我           | 林夕     | 雷頌德                | 雷頌德         | 雷頌德   | 歌曲〈如果可以再見你〉國語版         | 3:39  |
| 8.       | 多久沒有               | 林夕     | 包小柏                | 包小松         | 包小柏   |                                      | 4:37  |
| 9.       | 不會讓妳哭             | 徐世珍   | 彭莒欣                | 吳慶隆         | 包小柏   |                                      | 3:34  |
| 10.      | 坐著看                 | 何啟弘   | Makkon Makkwarm       | Terence Teo    | 包小柏   |                                      | 4:03  |
| 11.      | 交換心情               | 林夕     | 雷頌德                | 雷頌德         | 雷頌德   |                                      | 3:26  |
| 12.      | Happy 2000             | 周耀輝   | 雷頌德                | 雷頌德         | 雷頌德   | 歌曲〈Happy 2000〉國語版             | 3:15  |
| 13.      | 心在跳                 | 林夕     | Choi Sung Wook        | 何志偉         | BOZ      | 歌曲〈我這樣愛你〉國語版             | 3:38  |
| 14.      | 種類                   | 光中     | Bavornchai Sukhsvasti | Terence Teo    | 包小柏   |                                      | 3:25  |
| 15.      | 想著她                 | 祝驪雯   | 方耀                  | 洪敬堯         | 包小柏   |                                      | 5:02  |
| 16.      | Love Theme（純音樂）   |          | 雷頌德                | 雷頌德         |          |                                      | 1:49  |
| 总时长： | 总时长：               | 总时长： | 总时长：              | 总时长：       | 总时长： | 总时长：                             | 57:30 |

| VCD  | VCD                                | VCD    | VCD            |
| 曲序 | 曲目                               | 導演   | 备注           |
| ---- | ---------------------------------- | ------ | -------------- |
| 1.   | Sugar In The Marmalade（音樂短片） |        |                |
| 2.   | 我把自己交給你（音樂短片）         |        |                |
| 3.   | 心在跳（音樂短片）                 | 張文幹 |                |
| 4.   | Happy 2000（音樂短片）             |        |                |
| 5.   | 不怕你不愛我（音樂短片）           |        |                |
| 6.   | 非我莫屬（音樂短片）               |        | 只收錄在第二版 |
| 7.   | 我不是誰（音樂短片）               |        | 只收錄在第二版 |

## 幕後製作人員
以下是《非我莫屬》的幕後製作人員名單：
- 鍵琴：雷頌德（曲目4,5,12）、柿崎洋一郎（曲目7）、Noel（曲目13）、何志偉（曲目13）
- 結他：雷頌德（曲目4,16）、黃中岳（曲目8,15）、許華強（曲目9,10）、郭仁雄（曲目10）、鄧建明（曲目13）、蘇德華（曲目13）
- 電結他：Nozomi Furukawa（曲目7）、雷頌德（曲目16）
- 木結他：甘仕良（曲目13）
- 尼龍弦結他：Lee Jung Chul（曲目4）、雷頌德（曲目6）、Nozomi Furukawa（曲目7,16）
- 貝斯：中村キタロー（曲目7）、Andy Peterson（曲目8－10）
- 鋼琴：Choi Tae Wan（曲目4）、柿崎洋一郎（曲目7,16）
- 小提琴：Eugene Park（曲目5）
- 色士風：Andrew Pask（曲目11）
- 鼓：長谷部徹（曲目7）、Gary Gideon（曲目9,10）
- 弦樂：金原千惠子Group（曲目7,16）
- 音色伴奏：雷頌德（曲目4,5,12）
- Rap：Thomas King（曲目5）、黎明（曲目12）
- Voice：Platinum（曲目12）、Thomas King（曲目12）
- 和音：黎明（曲目1－3,9－11,14,15）、雷頌德（曲目1,3,6）、曹孝宗（曲目1－3,6,11）、包小松（曲目8）、包小柏（曲目8,10,14）、黃怡（曲目8）、Gaviama（曲目10）、Naidu（曲目10）、陳子鴻（曲目10,14）、陳秀珠（曲目10,14）、Amanda Ng（曲目11）、鄭鴻昌（曲目12）、曹潔敏（曲目12）、Jim Lau（曲目12）、Nancy Chan（曲目12）、Pablo Gargano（曲目12）、Belinda Liew（曲目14）
- 混音：洪天佑（曲目1,3,6,11）、曹孝宗（曲目2）、武藤昌俊（曲目7,12）、諸鍛治辰也（曲目7,12）、林正忠（曲目8）、王俊傑（曲目9,10,14）、袁家揚（曲目9）、顏仲坤（曲目9,10）、David Sum（曲目13）、王晉溢（曲目15）
- 錄音：陳賽門（曲目1）、Simon Woodgate（曲目2）、Simon Chan（曲目3,6,7,11）、中村悦弘（曲目7）、Kenneth Tse（曲目7）、Robert Porter（曲目7））、諸鍛治辰也（曲目7）、黃昭浪（曲目8－10,14,15）、沈文川（曲目9,10,14）、Helen Tong（曲目9,10,15）、Ako Cheung（曲目13）、Lee Wai Ming（曲目13）、李端嫻（曲目13）
- 母帶處理：鄒啟源
- 美術指導、攝影：張文華
- A&R：Belle Lok、陳永明
- 圖像設計：Catfish
- 製作統籌：林一平、靳鐵章
- 執行製作人：Ariel Fung
- 經理人公司：百事活娛樂事業有限公司
- 出品人：李岳奇

## 評論摘要
截至1999年10月30日，《非我莫屬》在台灣的銷售成績已超越黎明以前在寶麗金唱片公司時期的紀錄，傳媒認為專輯《非我莫屬》極富都會感，黎明的造型突破了以往的白馬王子形象，歌曲經由黎明用浪漫的嗓音詮釋，呈現出不同於以往的感覺，新加坡傳媒指黎明在專輯中嘗試了不同的音樂類型，包括近似韓國風格的歌曲，評論認為黎明一貫的浪漫風格，加上清晰和新鮮的外觀，為專輯帶來獨特的觸感，而專輯收錄的幾首快歌，與中速和慢歌取得平衡。黎明表示跟兩年前的自己相比，他感覺到自己在音樂上的成長，並感謝新力唱片及製作人包小柏，把這張專輯的曲風推到前衛搖滾行列，助他跳出以往的音樂風格。新力音樂宣傳專案部經理鄧孔彰表示，《非我莫屬》是黎明在新力音樂的第一張國語專輯，所有工作人員都以戰戰兢兢的心情面對，期望有個漂亮的成績，從開始籌備到推出市面都為製作團隊帶來不少壓力，他表示專輯推出後，各方面都讓大眾有耳目一新的感覺。

## 流行榜成績
以下是《非我莫屬》專輯的派台歌曲名單，以及其歌曲在香港四大電子媒體音樂流行榜的上榜週數及最高排名。
| 年份   | 歌曲         | 最高排名    | 最高排名 | 最高排名       | 最高排名 | 最高排名           | 最高排名 | 最高排名 | 最高排名 |
| 年份   | 歌曲         | 903專業推介 | 上榜週數 | 中文歌曲龍虎榜 | 上榜週數 | 新城電台勁爆本地榜 | 上榜週數 | 勁歌金榜 | 上榜週數 |
| ------ | ------------ | ----------- | -------- | -------------- | -------- | ------------------ | -------- | -------- | -------- |
| 1999年 | 〈非我莫屬〉 | 第17位      | 2        | 季軍           | 5        | 亞軍               | 7        | 亞軍     | 5        |

## 獎項
1999年底，黎明公開宣布退出香港樂壇頒獎禮，不再接受香港樂壇的獎項，香港以外地區的音樂頒獎禮則不受影響，以下是收錄於《非我莫屬》專輯的歌曲獲頒發的獎項：
- Channel [V]第六屆全球華語榜中榜——中文TOP20金曲獎〈非我莫屬〉[13]